# Psicología de la homosexualidad

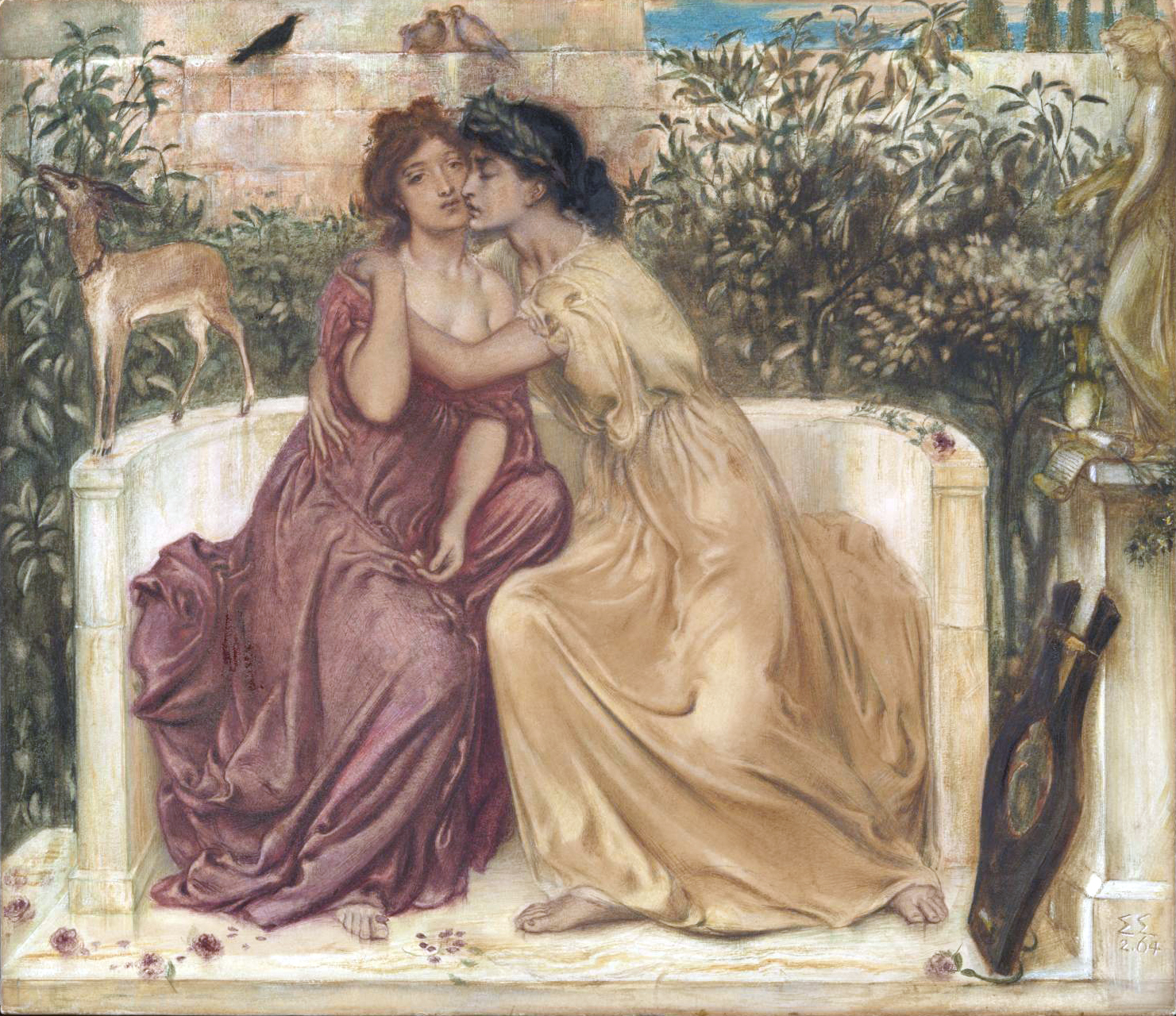
La imagen muestra a Safo abrazando a su colega poeta Erinna en un jardín en Mitilene en la isla de Lesbos.

Las explicaciones sobre el origen intrapsíquico de la homosexualidad varía según las corrientes dentro de la psicología, la psiquiatría y el psicoanálisis.

## Conductismo
Desde una perspectiva cognitivo-conductal, se ha propuesto un modelo de cómo surge la homosexualidad a partir de los primeros años de la adolescencia. Primero sensibilización, después confusión identitaria y luego la asunción de la identidad.
El conductismo partió de la hipótesis de que a través del aprendizaje por conductas imitativas y el refuerzo directo de estas se da el proceso de modelamiento en la conductas homosexuales.
Es por eso que en la década del 70 el conductismo proponía una terapia de reconversión para volver heterosexuales a los individuos con inclinaciones homosexuales. Pero la terapia de conversión no ha sido científicamente validada.

## Bisexualidad psíquica
No debe confundirse elección sexual de objeto, es decir, enamorarse de un objeto varón o mujer, con identidad sexual o identidad de género, es decir, sentirse varón o mujer. 
El psicoanálisis no tiene una teoría específica sobre la homosexualidad y Freud no pensaba que los homosexuales formaban un grupo separado con características similares que los diferenciara de los demás individuos.
Freud no consideraba el deseo homosexual como patológico sino como una disposición en la constitución sexual de todos los individuos. Freud consideraba en el origen de la homosexualidad a la bisexualidad psíquica propia de todo ser humano.
Freud derivaba la homosexualidad de la bisexualidad psíquica, común a todos los seres humanos  y decía  que intentar transformar un homosexual en heterosexual era tan imposible como intentar transformar un heterosexual en homosexual.

## Elección de objeto de amor
Para el psicoanálisis la homosexualidad no viene dada por la genética sino que es una elección. No una elección voluntaria o consciente ni algo que el sujeto pueda modificar por gusto, sino una elección inconsciente. No habría nada en la naturaleza humana que dictaminara que a los varones deben atraerles las mujeres y a las mujeres los varones.
No existe una relación innata entre instinto sexual y objeto sexual, o sea que la elección de objeto amoroso no viene dada por la naturaleza o por el instinto sino que hay un camino que la libido tiene que recorrer hasta llegar al hallazgo del objeto de amor definitivo durante la adolescencia.
Para el psicoanálisis no existe un ideal de armonía que sería el encuentro de la sexualidad parcial con la reproductiva biológicamente determinada en el cual a los varones le corresponden las mujeres y viceversa.
Para Joyce McDougall no existe una «sexualidad normal» porque la sexualidad es considerada normal o patológica «en función de su coincidencia o de su alejamiento de las normas de la sociedad a la que pertenece» ya que la norma social tiene una dimensión sociocultural y las normas sexuales cambian continuamente.
La elección de objeto heterosexual u homosexual, o sea, enamorarse de un varón o de una mujer, es algo que se define a partir de la resolución de la conflictiva edípica en todos los seres humanos. 
El complejo de Edipo, positivo (amor al progenitor del sexo opuesto) o negativo (amor al progenitor del mismo sexo), marca el momento en el cual la sexualidad parcial y las pulsiones parciales se reunifican en el amor al otro como objeto total.
Recién en la pubertad se establece una diferenciación clara entre varón y mujer, entre carácter masculino y carácter femenino. Las relaciones amorosas entre miembros del mismo sexo son las más frecuentes en la pubertad. A esa edad los niños suelen rechazar a las niñas por considerarlas «tontas», y viceversa. Los compañeros de juego son los del mismo sexo. Esta elección de objeto no suele ser permanente en la mayoría de los individuos quienes al final de la adolescencia ya tienen un compañero sexual del sexo opuesto. Sin embargo, en algunos individuos se muestra que esa elección sí es permanente.

## Homosexualidad como trastorno
A partir del siglo XIX el dominio de la sexualidad dejó de pertenecer al registro de la falta y el pecado para entrar en el registro de la morbilidad sexual, es decir, de lo normal y de lo patológico. En ese momento la homosexualidad comenzó a ser definida como una enfermedad o una perversión y por lo tanto comenzó ser estudiada por la medicina, la psicología y el psicoanálisis.
La homosexualidad, como categoría psicológica, se constituyó a partir de un artículo de Carl Westphal en 1870 sobre «las sensaciones sexuales contrarias».
Durante el siglo XX, la psiquiatría incluía la homosexualidad entre los trastornos que podían ser tratados pero, en 1974, la Asociación Estadounidense de Psiquiatría o (American Psychiatric Association) retiró la homosexualidad de la lista de las enfermedades mentales del Manual diagnóstico y estadístico de los trastornos mentales.
Durante el siglo XX, hubo psicoanalistas que consideraban a la homosexualidad dentro de la estructura perversa, pero este concepto de perversión no posee la connotación vulgar peyorativa o de orden moral, sino que simplemente engloba todas a las prácticas sexuales que no llevan a la reproducción, incluyendo las caricias y los besos.
En el siglo XXI ya no se habla de «homosexualidad» sino de «homosexualidades» y se considera que la homosexualidad, o mejor dicho, homosexualidades pueden darse en cualquier estructura psíquica, tanto neurótica como perversa como psicótica. Cuando un homosexual consulta a un psicoanalista no suele hacerlo debido a su homosexualidad sino a otros temas, por lo que no existe una categoría clínica específica de la homosexualidad.
El psicoanálisis y la psicología se han dedicado a investigar la génesis de las homosexualidades, considerando grandes diferencias entre la homosexualidad masculina y la homosexualidad femenina. 
Al contrario de lo que se cree vulgarmente, la sexualidad en los homosexuales varones cuenta con las características de la sexualidad masculina y la sexualidad de las mujeres homosexuales cuenta con las características de la sexualidad femenina. Es decir, los varones homosexuales no tendrían una conducta sexual «femenina» ni las lesbianas una conducta sexual «masculina». La más plena virilidad es compatible con la elección de un compañero del mismo sexo en el varón y la más plena feminidad en una mujer que elige una compañera femenina. Los homosexuales no son todos afeminados ni las lesbianas masculinizadas.
No debe confundirse elección sexual de objeto, es decir, enamorarse de un objeto varón o mujer, con identidad sexual o identidad de género, es decir, sentirse varón o mujer. 
Las explicaciones sobre el origen intrapsíquico de las homosexualidades varían según las corrientes dentro del psicoanálisis y de las distintas ramas de la psicología.

## Homoparentalidad
El psicoanálisis no tiene una posición unificada con respecto a la homoparentalidad y la adopción homoparental ya que coexisten distintos enfoques teóricos, algunos a favor y otros en contra.
Para muchos psicoanalistas la diferencia sexual anatómica entre los progenitores no da garantías de salud, y no existirían razones teóricas ni prácticas para suponer que la homoparentalidad pueda generar patologías mentales.